# نادي الصداقة الرياضي للسيدات
نادي الصداقة الرياضي للسيدات، هو ناد كرة قدم نسائية في لبنان، مقره في بيروت. تأسس في عام 2008 كواحد من أوائل الفرق النسائية في لبنان والشرق الأوسط، ففريق الصداقة الرياضي للسيدات يمكن وصفه بفريق الانطلاقة في بطولة كرة القدم الوطنية اللبنانية للسيدات.

## أرقام وانجازات
فازت الصداقة بألقاب الدوري اللبناني للسنوات الستة الأولى بشكل متتالي، فسيطرت بذلك على أطوار بدايات انطلاق البطولة اللبنانية لكرة القدم للسيدات، فضلاً عن أول ثلاثة كؤوس لكرة القدم اللبنانية. فسجله التاريخي الوطني حافل بالألقاب علاوة على تغذيته للفريق الوطني اللبناني للسيدات الذي شارك في بطولات قارية واحتل المرتبة الثالثة مرتين على الصعيد الآسيوي.
ولكن للأسف الشديد سحبوا فريقهم من البطولة اللبنانية لكرة القدم للسيدات من الموسم الكروي للسيدات سنة 2014/2015. الأمر الذي أدى إلى توقف البطولة اللبنانية في تلك السنة، وهي المرة الوحيدة التي توقفت فيها البطولة لموسم كروي كامل في البطولة للوطنية اللبنانية للسيدات منذ انطلاقتها سنة 2008.
في أول بطولة وطنية لبنانية اقيمت للتباري بين الفرق النسائية بشكل دوري، كانت سنة 2008 للسيدات، فاز بها فريق نادي الصداقة الرياضي، ثم احتكر التتويج لمدة ست سنوات متتالية، قبل أن يكسر هذا الاحتكار فريق جمعية النجوم للرياضة النسائي ويتوج ببطولة 2014 و 2016 ثم بطولة 2018 ينظاف إلى الأندية التي انظمت إلى نوادي البطولات، صعود نجم فريق «نادي ذوق مصبح الرياضي للسيدات» الذي فاز ببطولة سنة 2017.
وهذه قائمة موجزة توضح نتائج بطولات سنوات العشر الأوائل في تاريخ البطولة النسوية اللبنانية لكرة القدم.
| رقم البطولة. | الدورة | البطل                        |
| ------------ | ------ | ---------------------------- |
| 1            | 2008   | نادي الصداقة الرياضي للسيدات |
| 2            | 2009   | نادي الصداقة الرياضي للسيدات |
| 3            | 2010   | نادي الصداقة الرياضي للسيدات |
| 4            | 2011   | نادي الصداقة الرياضي للسيدات |
| 5            | 2012   | نادي الصداقة الرياضي للسيدات |
| 6            | 2013   | نادي الصداقة الرياضي للسيدات |
| 7            | 2014   | جمعية النجوم للرياضة         |
| -            | 2015   | لم تنظم                      |
| 8            | 2016   | جمعية النجوم للرياضة         |
| 9            | 2017   | نادي سيدات ذوق مصبح الرياضي  |
| 10           | 2018   | جمعية النجوم للرياضة         |